# Xigang (häradshuvudort i Kina, Ningxia Huizu Zizhiqu, lat 38,55, long 106,35)
Xigang (kinesiska: 习岗, 贺兰县) är en häradshuvudort i Kina. Den ligger i den autonoma regionen Ningxia, i den nordvästra delen av landet, omkring 12 kilometer nordost om regionhuvudstaden Yinchuan. Antalet invånare är 222 981. Befolkningen består av 106 515 kvinnor och 116 466 män. Barn under 15 år utgör 17,0 %, vuxna 15-64 år 76 %, och äldre över 65 år 6,0 %.
Runt Xigang är det tätbefolkat, med 735 invånare per kvadratkilometer. Närmaste större samhälle är Yinchuan, 11,4 km sydväst om Xigang. Trakten runt Xigang består i huvudsak av gräsmarker.
Genomsnittlig årsnederbörd är 290 millimeter. Den regnigaste månaden är juli, med i genomsnitt 82 mm nederbörd, och den torraste är december, med 1 mm nederbörd.